# 香港紅十字會雅麗珊郡主學校
香港紅十字會雅麗珊郡主學校（英語：Hong Kong Red Cross Princess Alexandra School）位於九龍藍田，由香港紅十字會於1962年創立，以英國皇室成員雅麗珊郡主命名，是香港的一所政府資助的特殊學校，學生主要為身體弱能學童，包括大腦痲痺、神經肌肉痛症、腦部病變、骨科病等，開設小一至中六，共24班，採用母語教學，共有教職員53人。

## 學校設施
學校校舍為一幢兩層高的無障礙建築物，由新翼及舊翼連接而成。校舍共有課室23個，還有20多個特別室和特別學習場所，包括多媒體語言實驗室、電腦輔助教學室、家政室、綜合科學實驗室、視覺藝術室、圖書館暨玩具圖書館、學生活動中心暨音樂室及家長資源室。另亦設有還有物理治療室、職業治療室、視覺及感覺統合治療室、言語治療室、護理室、社工室、禮堂暨校園電視台、技能訓練屋、環保資源角及多用途小廣場等。
學校亦另設兩層高獨立宿舍，並設有大型禮堂和全天候大型體育館，供學生作運動訓練及舉辦大型活動之用。

### 活動
學校亦舉辦很多課外的活動，如體藝訓練小組，包括球類活動、朗誦、舞蹈、校園記者訓練、輪椅劍擊、跆拳道、藝術、木管樂、二胡、揚琴、中國鼓、茶藝及園藝等。其他的活動有運動會、全校旅行及制服團隊，如升旗隊、童軍、紅十字會青少年團等。

### 宿舍
宿舍提供共98個宿位，其中78個為7日宿位。

## 外部連結
- 香港紅十字會雅麗珊郡主學校官方網站 （页面存档备份，存于）
- 家庭與學校合作事宜委員會相關網站 - 香港紅十字會雅麗珊郡主學校 （页面存档备份，存于）
- 香港紅十字會相關網站 - 香港紅十字會雅麗珊郡主學校